# Задарівський монастир
Задарівський монастир Святої Параскеви — згромадження монахів у XVI–XIX століттях у селі Задарів (нині в Монастириській громаді Чортківського району Тернопільської області). Заснований як православний. Покровителями Задарівського монастиря були господарі Молдовського князівства.

## Відомості
4 січня 1613 р. дружина молдовського господаря Єремії Могили Єлизавета надала ченцям обителі дарчу грамоту (ще одну — 4 січня 1614 р.). Чергове надання Задарівський монастир отримав 4 лютого 1630 р. від молдовського господаря Мирона Барновського (текст дарчої грамоти майже ідентичний тексту акта Єлизавети Могили від 4 січня 1613 р.).
На початку XVIII століття монастир став унійним, увійшов до ЧСВВ.
Під час відвідин Галичини цісарем Австрійської імперії Францом ІІ монахи Бучацького монастиря мали в нього авдієнцію. Вислухавши їх, цісар указом від 27 березня 1818 р. постановив, що закриті монастирі в Угорниках, Сокільці, Задарові з усім майном мають належати до Бучацького монастиря.
1819 року Задарівський монастир приєднався до Бучацького, ченці переїхали до Бучача.

## Сучасність
- Збереглася монастирська церква святої Параскеви.